# Yvonne af Ugglas
Yvonne Charlotte Ivarsdotter af Ugglas Franke, ogift Franke, född 19 juni 1946 i Sankt Johannes församling i Malmö, är en svensk friherrinna, sångpedagog och sångerska.
Yvonne af Ugglas är dotter till konstnären Ivar Franke och operasångerskan Marianne, ogift Larsson. Efter studier vid Stockholms universitet blev hon filosofie kandidat 1967, men har också avlagt logopedexamen. 1968 blev hon lektor i röst- och talvård vid högskolan för lärarutbildning i Stockholm. Hon har medverkat i radio och TV som sångerska och logoped samt turnerat i USA, Norge och Danmark. Hon spelade Ulla Winblad i Bellmansspelen på Gröna Lund 1982 och 1985. Yvonne af Ugglas har gett ut flera skivor, bland annat en LP med egna tonsättningar av Lars Forssells dikter. Hennes böcker Röstgymping (1987) och Röstträning (1996) har kommit ut i flera upplagor.
Hon var från 1966 gift med civilingenjören friherre Carl af Ugglas (1940–2020), son till friherre Carl-Magnus af Ugglas och Eva, ogift Hallin. Hon är mor till Caroline af Ugglas och två andra barn.